# Othmane Belfaa
Pour l’article homonyme, voir Belfaa.
Othmane Mustapha Belfaa  (arabe : عثمان بلفاع), né le 18 octobre 1961 à Lille, est un athlète algérien, spécialiste du saut en hauteur.

## Carrière

### Palmarès
| Date | Compétition                  | Lieu       | Résultat | Marque |
| ---- | ---------------------------- | ---------- | -------- | ------ |
| 1979 | Championnats d'Afrique       | Dakar      | 1er      | 2,15 m |
| 1979 | Coupe du monde des nations   | Montréal   | 6e       | 2,10 m |
| 1980 | Jeux olympiques              | Moscou     | qual.    | 2.05 m |
| 1983 | Jeux méditerranéens          | Casablanca | 1er      | 2,26 m |
| 1983 | Championnats panarabes       | Amman      | 1er      | 2,28 m |
| 1983 | Championnats du Maghreb (en) | Casablanca | 1er      | 2,18 m |
| 1983 | Championnats du monde        | Helsinki   | qual.    | 2.15 m |
| 1985 | Jeux mondiaux en salle       | Paris      | 3e       | 2,27 m |
| 1985 | Jeux panarabes               | Rabat      | 3e       | 2.11   |
| 1987 | Jeux africains               | Nairobi    | 1er      | 2,19 m |
| 1987 | Championnats panarabes       | Alger      | 1er      | 2,20 m |
| 1987 | Championnats du monde        | Rome       | qual.    | 2.15 m |
| 1989 | Championnats d'Afrique       | Lagos      | 1er      | 2,20 m |
| 1989 | Championnats panarabes       | Le Caire   | 1er      | 2,16 m |
| 1989 | Coupe du monde des nations   | Barcelone  | 9e       | 2,20 m |
| 1990 | Championnats d'Afrique       | Le Caire   | 1er      | 2,16 m |
| 1990 | Championnats du Maghreb (en) | Alger      | 1er      | 2,20 m |
| 1991 | Jeux africains               | Le Caire   | 1er      | 2,18 m |
| 1991 | Jeux méditerranéens          | Athènes    | 1er      | 2.26 m |
| 1991 | Championnats du monde        | Tokyo      | qual.    | 2.24 m |
| 1992 | Championnats d'Afrique       | Maurice    | 2e       | 2,16 m |
| 1992 | Jeux panarabes               | Damas      | 1er      | 2,18 m |
| 1992 | Coupe du monde des nations   | La Havane  | 6e       | 2.15 m |
| 1993 | Championnats du monde        | Stuttgart  | qual.    | 2.15 m |
|      |                              |            |          |        |

### Records
| Épreuve         | Performance | Lieu  | Date         |
| --------------- | ----------- | ----- | ------------ |
| Saut en hauteur | 2,28 m      | Amman | 20 août 1983 |